# (17384) 1981 EM12
A (17384) 1981 EM12 a Naprendszer kisbolygóövében található aszteroida. Schelte J. Bus fedezte fel 1981. március 1-jén.